# Lijst van Brusselse ministers van Financiën en Begroting
Dit is een lijst van ministers van Financiën en Begroting in de Brusselse Hoofdstedelijke Regering.

## Lijst
| Nr. | Minister | Minister                | Partij | Partij   | Begin            | Einde            | Regering(en)                               |
| --- | -------- | ----------------------- | ------ | -------- | ---------------- | ---------------- | ------------------------------------------ |
| 1   |          | Jos Chabert (1933-2014) |        | CVP      | 12 juli 1989     | 14 juli 1999     | Picqué I, II                               |
| 2   |          | Annemie Neyts (1944)    |        | VLD      | 14 juli 1999     | 18 oktober 2000  | Simonet I                                  |
| 3   |          | Guy Vanhengel (1958)    |        | VLD      | 18 oktober 2000  | 16 juli 2009     | de Donnea, Ducarme, Simonet II, Picqué III |
| 4   |          | Jean-Luc Vanraes (1954) |        | Open Vld | 16 juli 2009     | 16 december 2011 | Picqué IV                                  |
| (3) |          | Guy Vanhengel (1958)    |        | VLD      | 16 december 2011 | 18 juli 2019     | Picqué IV, Vervoort I, II                  |
| 5   |          | Sven Gatz (1967)        |        | Open Vld | 18 juli 2019     | heden            | Vervoort III                               |